# 2000-es Intertotó-kupa
A 2000-es Intertotó-kupa győztesei: a Celta Vigo, az Udinese és a VfB Stuttgart csapatai voltak, aminek eredményeként indulhattak az UEFA-kupa 2000–2001-es selejtezőiben.

## Első forduló
- A mérkőzéseket 2000. június 18–19-én és június 25–26-án játszották.

| 1. csapat                  | Össz.       | 2. csapat             | 1. mérk. | 2. mérk. |
| -------------------------- | ----------- | --------------------- | -------- | -------- |
| Peliszter                  | 4–1         | Hobscheid             | 3–1      | 1–0      |
| Trenčín                    | 0–4         | Dinaburg              | 0–3      | 0–1      |
| Zagłębie Lubin             | 7–1         | Viləş Masallı         | 4–0      | 3–1      |
| Cibalia                    | 4–2         | Obilić                | 3–1      | 1–1      |
| LASK Linz                  | 4–1         | Hapóél Petah Tikvá    | 3–0      | 1–1      |
| Néa Szalamína Ammohósztu   | 6–2         | Vllaznia              | 4–1      | 2–1      |
| HB Tórshavn                | 0–7         | Lombard FC Tatabánya  | 0–4      | 0–3      |
| Leiftur                    | (i.r.g.)6–6 | Luzern                | 2–2      | 4–4      |
| Glenavon                   | 1–4         | Slaven Belupo         | 1–1      | 0–3      |
| Dnyapro-Transzmas Mahiljov | 4–2         | Silkeborg             | 2–1      | 2–1      |
| Floriana                   | 1–3         | Stabæk                | 1–1      | 0–2      |
| Dinamo Tbiliszi            | 3–3(i.r.g.) | Standard Liège        | 2–2      | 1–1      |
| Primorje                   | 11–0        | Westerlo              | 5–0      | 6–0      |
| Narva Trans                | 4–9         | Ceahlăul Piatra Neamţ | 2–5      | 2–4      |
| Cwmbrân Town               | 0–2         | Nistru Otaci          | 0–1      | 0–1      |
| Kocaelispor                | 1–1(b.u.)   | FK Atlantas           | 0–1      | 1–0      |
| Västra Frölunda            | (i.r.g.)2–2 | Zrinjski Mostar       | 1–0      | 1–2      |
| MyPa                       | 4–5         | Neuchâtel Xamax       | 1–2      | 3–3      |
| Araks Ararat FC            | 1–3         | Sigma Olomouc         | 1–2      | 0–1      |
| University College Dublin  | 3–3(i.r.g.) | Velbazsd Kjusztendil  | 3–3      | 0–0      |

## Második forduló
- A mérkőzéseket 2000. július 1–2-án és július 8–9-én játszották.

| 1. csapat                | Össz.       | 2. csapat                  | 1. mérk. | 2. mérk. |
| ------------------------ | ----------- | -------------------------- | -------- | -------- |
| FC Nistru Otaci          | 3–7         | SV Austria Salzburg        | 2–6      | 1–1      |
| Zenyit Szankt-Petyerburg | 6–1         | Primorje                   | 3–0      | 3–1      |
| Perugia                  | 2–3         | Standard Liège             | 1–2      | 1–1      |
| Néa Szalamína Ammohósztu | 1–3         | Austria Wien               | 1–0      | 0–3      |
| Stabæk                   | 0–5         | Auxerre                    | 0–2      | 0–3      |
| Dinaburg                 | 0–1         | Aalborg                    | 0–0      | 0–1      |
| LASK Linz                | 3–4         | Marila Příbram             | 1–1      | 2–3      |
| FK Atlantas              | 2–7         | Bradford City              | 1–3      | 1–4      |
| Mallorca                 | 3–4         | Ceahlăul Piatra Neamț      | 2–1      | 1–3      |
| Chmel Blšany             | 8–2         | Dnyapro-Transzmas Mahiljov | 6–2      | 2–0      |
| Sedan Ardennes           | 6–2         | Leiftur                    | 3–0      | 3–2      |
| Neuchâtel Xamax          | 2–10        | VfB Stuttgart              | 1–6      | 1–4      |
| Zagłębie Lubin           | 1–1(i.r.g.) | Slaven Belupo              | 1–1      | 0–0      |
| Lombard FC Tatabánya     | 3–2         | Cibalia                    | 3–2      | 0–0      |
| Peliszter                | 3–1         | Västra                     | 3–1      | 0–0      |
| Velbazsd Kjusztendil     | 2–8         | Sigma Olomouc              | 2–0      | 0–8      |

## Harmadik forduló
- A mérkőzéseket 2000. július 15–16-án és július 22-én játszották.

| 1. csapat                | Össz.       | 2. csapat            | 1. mérk. | 2. mérk. |
| ------------------------ | ----------- | -------------------- | -------- | -------- |
| Celta Vigo               | 5–1         | Peliszter            | 3–0      | 2–1      |
| Aalborg                  | 2–3         | Udinese              | 0–2      | 2–1      |
| Sedan Ardennes           | 1–2         | VfL Wolfsburg        | 0–0      | 1–2      |
| Marila Příbram           | 1–3         | Aston Villa          | 0–0      | 1–3      |
| FK Chmel Blšany          | 8–0         | Kalamáta             | 5–0      | 3–0      |
| Lens                     | 2–2(i.r.g.) | VfB Stuttgart        | 2–1      | 0–1      |
| Bradford City AFC        | 3–0         | RKC Waalwijk         | 2–0      | 1–0      |
| Rosztszelmas             | 1–5         | Auxerre              | 0–2      | 1–3      |
| Slaven Belupo            | 1–2         | Sigma Olomouc        | 1–1      | 0–1      |
| Standard Liège           | 4–2         | SV Austria Salzburg  | 3–1      | 1–1      |
| Ceahlăul Piatra Neamț    | 2–5         | Austria Wien         | 2–2      | 0–3      |
| Zenyit Szankt-Petyerburg | 4–2         | Lombard FC Tatabánya | 2–1      | 2–1      |

## Elődöntők
- A mérkőzéseket 2000. július 26-án és augusztus 2-án játszották.

| 1. csapat                | Össz. | 2. csapat      | 1. mérk. | 2. mérk.  |
| ------------------------ | ----- | -------------- | -------- | --------- |
| Sigma Olomouc            | 3–1   | Chmel Blšany   | 3–1      | 0–0       |
| VfB Stuttgart            | 2–1   | Standard Liège | 1–1      | 1–0       |
| Zenyit Szankt-Petyerburg | 4–0   | Bradford City  | 1–0      | 3–0       |
| Celta Vigo               | 3–1   | Aston Villa    | 1–0      | 2–1       |
| Austria Wien             | 0–3   | Udinese        | 0–1      | 0–2       |
| Auxerre                  | 3–2   | VfL Wolfsburg  | 1–1      | 2–1(h.u.) |

## Döntők
- A mérkőzéseket 2000. augusztus 8-án és 22-én játszották.

| 1. csapat     | Össz. | 2. csapat                | 1. mérk. | 2. mérk.  |
| ------------- | ----- | ------------------------ | -------- | --------- |
| Celta Vigo    | 4–3   | Zenyit Szankt-Petyerburg | 2–1      | 2–2       |
| Sigma Olomouc | 4–6   | Udinese                  | 2–2      | 2–4(h.u.) |
| Auxerre       | 1–3   | VfB Stuttgart            | 0–2      | 1–1       |

- h.u. – hosszabbítás után
- b.u. – büntetők után
- i.r.g. – idegenben rúgott góllal

## Lásd még
- 2000–2001-es UEFA-bajnokok ligája
- 2000–2001-es UEFA-kupa